# 泰勒·唐斯
泰勒·唐斯（英語：Tyler Downs，2003年7月19日—）是美國的一位跳水運動員，並且也是社交媒體名人。他是家中七人子女中最年輕的，代表美國參加了2020年奧運會男子3公尺跳板比賽。